# Taylor megye (Nyugat-Virginia)
Taylor megye az Amerikai Egyesült Államokban, azon belül Nyugat-Virginia államban található. Megyeszékhelye és legnagyobb városa Grafton. Lakosainak száma 16 705 fő (2020. április 1.). Taylor megye Monongalia, Barbour, Preston, Harrison és Marion megyékkel határos.

## Népesség
A megye népességének változása:
| Lakosok száma | 16 871 | 16 900 | 16 947 | 16 973 | 16 912 | 16 705 |
|               | 2010   | 2011   | 2012   | 2013   | 2015   | 2020   |